# معاد متوكل
معاد متوكل هو كاتب مغربي من مواليد فاس، وطالب في الطب والرياضيات ومؤلف للعديد من الكتب.

## سيرة ذاتية
ولد معاد متوكل بمدينة فاس المغربية يوم 17 فبراير 1997م، وظهر شغفه بالأدب في وقت مبكر؛ فمنذ سن الثانية عشر بدأ في كتابة القصص القصيرة والقصائد، بالإضافة إلى دراسته في الطب والرياضيات والأدب.
نشر كتابه الأول "Nouvelles et Acrostiches" في "Edilivre" عام 2012م، ثم كتابه الثاني بعنوان "Poésies d'un ado"، حيث جمع حوالي ثلاثين قصيدة في عام 2013م.
ويجدر بالذكر أنه نشر ثلاث مجموعات في "Edilivre"، وتوج بعدة مسابقات أدبية منها: "Poésie en Liberté" عام 2012م، ومعركة العشر كلمات (la Bataille des dix mots) عام 2014م، وفاز بجائزة "Halaly" للشعر عام 2016م، ولقد شارك في الأولمبياد الدولي السادس والخمسين للرياضيات الذي أقيم في شيانغ مي في يوليو 2015م كعضو في المنتخب المغربي، كما اختارته وزارة الثقافة لتمثيل المغرب في دورة الألعاب الفرانكفونية عام 2017م كمنافس في الأدب، والتي أقيمت في أبيدجان، بساحل العاج.
وفي أغسطس 2020م، نشر مسرحية "Les Trois Fresques"، وهي دعوة للتأمل في الحريات الفردية، كما نشر كتباً عدة من بينها كتاب "Amours" وهو عبارة عن مجموعة من القصص القصيرة، أصدرته "Éditions Orion" في نوفمبر 2020م.

## أعماله
ألف معاد متوكل مجموعة من الكتب، وهي:
| عنوان الكتاب             | عدد الصفحات | دار النشر         | تاريخ الإصدار | لغة الكتاب | الترقيم الدولي         |
| ------------------------ | ----------- | ----------------- | ------------- | ---------- | ---------------------- |
| Nouvelles et Acrostiches | 24 صفحة     | Éditions Edilivre | 2012م         | الفرنسية   | ISBN 9782332496836     |
| Poésies d'un Ado         | 32 صفحة     | Éditions Edilivre | 2013م         | الفرنسية   | ISBN 9782332628107     |
| Là, chez les Hommes      | 92 صفحة     | Éditions Edilivre | 2016م         | الفرنسية   | ISBN 9782334140782     |
| Les Trois Fresques       | 48 صفحة     | Éditions Edilivre | 2020م         | الفرنسية   | ISBN 9782414490165     |
| Amours                   | 110 صفحة    | Éditions Orion    | 2020م         | الفرنسية   | ISBN 978-9954-707-84-5 |

## الجوائز
فاز ببعض الجوائز منها الجائزة الثانية في مسابقة "Poésie en Liberté" الدولية عام 2012م، والجائزة الشعرية الكبرى التي نظمتها أكاديمية فاس بولمان في المناسبتين 2013م و 2014م.